# Arrah (India)
Arrah (o Ara) è una suddivisione dell'India, classificata come municipality, di 203.395 abitanti, capoluogo del distretto di Bhojpur, nello stato federato del Bihar. In base al numero di abitanti la città rientra nella classe I (da 100.000 persone in su).

## Geografia fisica
La città è situata a 25° 34' 0 N e 84° 40' 0 E e ha un'altitudine di 50 m s.l.m..

## Società

### Evoluzione demografica
Al censimento del 2001 la popolazione di Arrah assommava a 203.395 persone, delle quali 109.876 maschi e 93.519 femmine. I bambini di età inferiore o uguale ai sei anni assommavano a 29.866, dei quali 15.711 maschi e 14.155 femmine. Infine, coloro che erano in grado di saper almeno leggere e scrivere erano 135.379, dei quali 80.792 maschi e 54.587 femmine.